# Estadio Mustapha Tchaker
El Estadio Mustapha Tchaker (en árabe: ملعب مصطفى تشاكر) es un estadio multiusos ubicado en la ciudad de Blida en Argelia. Se usa principalmente para la práctica del fútbol y de atletismo. El recinto posee una capacidad de 35 000 personas y es el estadio del club USM Blida. Desde el año 2008 es el principal recinto para los juegos de la Selección de fútbol de Argelia.